# Dicrania peruana
Dicrania peruana är en skalbaggsart som beskrevs av Frey 1972. Dicrania peruana ingår i släktet Dicrania och familjen Melolonthidae. Inga underarter finns listade i Catalogue of Life.